# Federazione cestistica dell'Uzbekistan
La Federazione cestistica dell'Uzbekistan è l'ente che controlla e organizza la pallacanestro in Uzbekistan.
La federazione controlla inoltre la nazionale di pallacanestro dell'Uzbekistan e ha sede a Tashkent.
È affiliata alla FIBA dal 1992 e organizza il campionato di pallacanestro dell'Uzbekistan.